# Stenorista
Stenorista là một chi bướm đêm thuộc họ Crambidae.

## Các loài
- Stenorista elongalis Dognin, 1905
- Stenorista fortunata (Schaus, 1912)